# Magyar Szó (napilap, 1944–)
A Magyar Szó a vajdasági magyarság (1992-ig jugoszláviai, 1992-től 2006-ig szerbia-montenegrói, 2006-tól szerbiai) egyetlen napilapja
Alapítója és tulajdonosa a szabadkai székhelyű Magyar Nemzeti Tanács.

## Története

### Az indulás

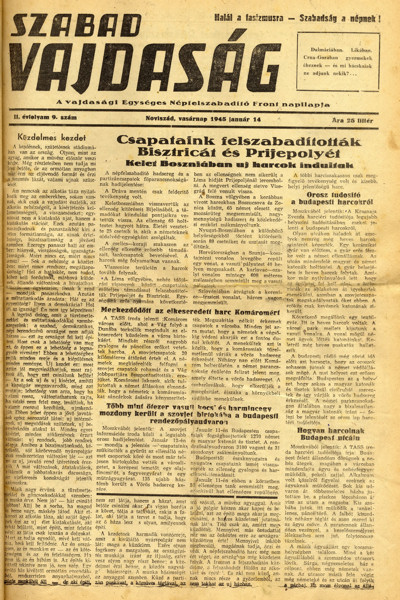
A Szabad Vajdaság 1945. január 14-i számán. szeptember 27-én jelent meg először a Magyar Szó cím. A változást vezércikk méltatta.

A Magyar Szó első száma még a második világháború alatt, 1944. december 24-én jelent meg Szabad Vajdaság címmel, amit 1945. szeptember 27-én Magyar Szó-ra változtattak. 
Beindításával az akkori Jugoszláv Kommunista Párt vezetősége, többek között az első számnak a katolikus karácsonyra való időzítésével is, azt kívánta szemléltetni, hogy a testvériség-egység politikáját valóra váltja. Az első szám Josip Broz Tito üzenetét közvetítette: „A békülés baráti jobbját nyújtjuk minden becsületes polgárnak, aki kész arra, hogy velünk együtt felépítse összerombolt hazánkat.” Az alig néhány héttel korábban lezajlott magyarellenes kivégzési hullám nyomán ezt sokan kételkedve fogadták, pedig a lap élére a párt Agitprop szerve Kek Zsigmond egykori szabadkai református lelkipásztort állította.
Az „alapítók”
- Gál László, író
- Kek Zsigmond, lelkész, újságíró, nyelvész, első főszerkesztő
- Lévay Endre, író, publicista
- Majtényi Mihály, író

### További történet
- 1944. december 24.: Megjelenik a Szabad Vajdaság első száma, a szerb nyelvű és azonos című Slobodna Vojvodina magyar testvérlapjaként
- 1945.: A szerkesztőség a Testvériség-Egység Lap- és Könyvkiadó Vállalat részlegeként működik
- 1945. szeptember 27.: Új cím: Magyar Szó
- 1948.: A Tájékoztató Iroda Jugoszlávia-ellenes hadjárata során a védekező jugoszláv párt a Magyar Szó élén sem tűri meg a Sztálin oldalán maradó „ellenséget”
- 1949. április-1950. április: A napilappal párhuzamosan megjelenik egy kéthetenkénti Magyar Szó is, amely a külföldi olvasót (árát magyar forintban is feltüntették) hivatott tájékoztatni - a Tájékoztató Iroda propagandájának ellensúlyozására
- 1951. július 1.: A lap önálló céggé válik Magyar Szó Lapkiadó Vállalat néven
- 1957.: A szerkesztőség és a kiadóház beköltözik az új magyar sajtópalotába
- 1978. július: A fényszedés bevezetése
- 1987.: A számítógépes szövegszerkesztés és tördelés bevezetése (a volt Jugoszláviában, valamint a magyar nyelvű sajtó területén első napilapként)
- 1999. március–június: A szerb állam hivatalosan is cenzúrát vezet be a NATO légiháborúja alatt. Egyes cikkek az Egyesült Államokban felállított első világhálós kiadásban jelentek meg.
- 2004. június 29.: A Vajdasági Tartományi Képviselőház átruházza az alapítói jogokat a Magyar Nemzeti Tanácsra
- 2005. augusztus-szeptember: A Magyar Szó átszervezése, a napilap szerkesztőségének decentralizálása. A deszk, a belföld és a művelődés rovatok áthelyezése Szabadkára, a sportrovat áthelyezése Zentára.
- 2011. június: A főszerkesztő viharos körülmények között történő leváltása.[2]
- 2011 novemberében a tulajdonos Magyar Nemzeti Tanács új médiastratégiát fogadott el.[3]
- 2011. december 5-én a lap internetes változatában megszüntették a hozzászólási lehetőséget.[4]
- 2012. december 25-én a lap új internetes megjelenéssel ünnepli fennállását, ismét működik a hozzászólás.[5]
- 2015-től olyan vádak érték a lapot, melyek szerint a magyar kormány konzervatív politikája – mely rányomta bélyegét a VMSZ-es többségű Magyar Nemzeti Tanács munkájára (a VMSZ Orbán Viktort támogatta és támogatja, korábban a kettős állompolgárság megadásáért, határon túli gazdaságfejlesztések eszközlése miatt, ma nemzetpolitikai okokból) – kihatott a lap szerkesztéspolitikájára is.
- 2016-ban visszakerült a deszk és a belföld, valamint más rovatok szerkesztése a lap központi székházába, Újvidékre.
- 2017. január 1-én új kinézettel indult a honlap (magyarszo.rs), ezúttal már megfelelve az aktuális trendeknek a mobil eszközökre is optimalizálva.
- 2023-ban ismét megújult a Magyar Szó Online arculata, a változást a közösségi hálózati erőteljesebb jelenlét követte, bevezetve a lap két Instagram-fiókját (magyar.szo, magyar_szo_mindennapok) és TikTok-csatornáját (magyarszo_extra).

### Főszerkesztők
- 1944–1948: Kek Zsigmond
- 1948–1957: Rehák László
- 1957–1963: Vébel Lajos
- 1963–1967: Varga László
- 1967–1973: Vukovics Géza
- 1973–1975: Kalapis Zoltán
- 1975–1976: Petkovics Kálmán
- 1976–1985: Erdélyi Károly
- 1985–1989: Sinkovits Péter
- 1989–1991: Csorba Zoltán
- 1991–1992: Kubát János
- 1992–2000: Bálint Sándor
- 2000–2002: Juhász M. Erzsébet
- 2002–2009: Kókai Péter
- 2009–2011: Pressburger Csaba

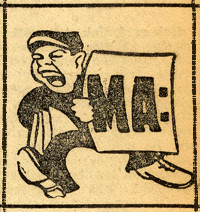
A Magyar Szó Rikkancsa az ötvenes évekből

- 2011– Varjú Márta (mint megbízott; 2012-től kinevezett, 2024-től ismét megbízott)

### Korszakok aMagyar Szótörténetében
- 1944–1945: A Szabad Vajdaság a katonai közigazgatás és pártpropaganda lapja
- 1945–1955: „Szürke közlönyből olvasmányos napilap”
- 1955–1975: Az aranykor: „A világ legjobb magyar nyelvű napilapjává válás” korszaka[6]
- 1975–1988: A vitatott korszak
- 1988–2000: Élet-halál harc Slobodan Milošević rezsimje ellen, a független szerkesztéspolitika kivívása
- 2000–2013 : Küzdelem a fennmaradásért a vajdasági magyarság létszámának egyre gyorsuló csökkenése miatt
- 2015– A vádak szerint az orbáni politika és a VMSZ érdekszférájába került a napilap

### Rendkívüli kiadások
- 1968. augusztus 21.: A Varsói Szerződés fegyveres erői megszállták Csehszlovákiát
- 1969. július 21.: Lábnyomok a Holdon
- 1993. március 14.: Miért nem jelenik meg a Magyar Szó (egyoldalas szórólap)
- 2000. szeptember 25.: Vezet a Milošević-ellenes koalíció
- 2001. április 2.: Slobodan Milošević börtönben
- 2001. október 8.: Amerikai ellencsapás Afganisztánra
- 2002. február 25.: A hágai törvényszék vádirata Milošević ellen
- 2002. szeptember 30.: Szerbiai elnökválasztás
- 2002. október 14.: Nem sikerült a választás
- 2003. március 16.: Eltemették Zoran Đinđićet a meggyilkolt szerb miniszterelnököt

### Megjelenési szünet
1993. október 1. – 1994. április 12.: A szerbiai hatalom önkényeskedése miatt és papír- meg pénzhiány következtében nem, ill. hetente csak kétszer jelent meg.

## Lapszerkezet 2008-ban
| Fontosabb állandó rovatok | Regionális oldalak |
| ------------------------- | ------------------ |
| Belföld                   | Újvidék            |
| Külföld                   | Szabadka           |
| Kitekintő                 | Topolya-Kishegyes  |
| Közelkép                  | Tiszavidék         |
| Gazdaság                  |                    |
| Művelődés                 |                    |
| Sport                     |                    |
| Közös íróasztalunk        |                    |

| Lapszám          | Heti rovatok                | Heti mellékletek       |
| ---------------- | --------------------------- | ---------------------- |
| Hétfő            | Kerekeken Pályázati figyelő | Sportvilág Üveggolyó   |
| Kedd             | Horgászat-Vadászat          | Magvető                |
| Szerda           | Nyugdíjasok oldala          | Képes Ifjúság          |
| Csütörtök        | Komputer Biznisz            | Tarka Világ Szivárvány |
| Péntek           | Napsugár                    |                        |
| Szombat-Vasárnap | Grimasz                     | Hétvége Hirdető        |

## Egyéb jellemzők
| Átlagos példányszám |        |           |      |        |      |        |      |      |
| Év                  | Heti   | Vasárnapi | Év   | Heti   | Év   | Heti   | Év   | Heti |
| 1944                | 3000   | 4000      | 1991 | 23.050 | 2001 | 13.081 | 2011 | ?    |
| 1955                | 18.480 | 38.184    | 1992 | 17.075 | 2002 | 13.313 | 2012 | ?    |
| 1956                | 20.160 | 40.822    | 1993 | 13.921 | 2003 | 13.388 | 2013 | ?    |
| 1960                | 35.190 | 54.713    | 1994 | 14.049 | 2004 | ?      | 2014 | ?    |
| 1965                | 34.276 | 62.363    | 1995 | 15.529 | 2005 | ?      | 2015 | ?    |
| 1970                | 34.990 | 53.050    | 1996 | 14.420 | 2006 | ?      | 2016 | ?    |
| 1975                | 32.803 | 54.141    | 1997 | 13.809 | 2007 | ?      | 2017 | ?    |
| 1980                | 31.886 | 53.140    | 1998 | 13.884 | 2008 | ?      | 2018 | ?    |
| 1985                | 30.429 | 53.519    | 1999 | 12.596 | 2009 | ?      | 2019 | ?    |
| 1990                | 24.033 | 43.031    | 2000 | 12.669 | 2010 | ?      | 2020 | ?    |

### AMagyar Szóegyéb lapkiadói tevékenységéből
- Jó Pajtás - hetilap általános iskolásoknak
- Mézeskalács - havonta megjelenő folyóirat a legkisebbeknek

### AMagyar Szókönyvkiadói tevékenységéből
- Molnár Tibor: Budapesti tudósítónk jelenti… Az 1956-os magyar forradalom a Magyar Szó hasábjain (2006) Gyűjteményes kötet a lap korabeli írásaiból
- Purger Tibor: A Birodalom odavág. Egy jámbornak ígért külpolitika színeváltozása (2004) Esszékötet az USA iraki háborújának körülményeiről.[10]
- Sebestyén Imre (szerk.): Sorskérdéseink (2003) A vajdasági magyarság létkérdéseit tárgyaló írások gyűjteménye.
- Magyarzó Pistike (Léphaft Pál könyvtervező): Válogatott messéim (sic!) (2002) Gál László, Pintér Lajos, Vukovics Géza, Kiss Erzsébet és J. Garai Béla szatirikus közéleti témájú írásainak gyűjteménye a Magyar Szó azonos c. rovatából.

### Külföldi tudósítók
- Brassó (Románia): Ambrus Attila
- Budapest (Magyarország): [Betöltetlen]
- Ljubljana (Szlovénia): Seniha Muharemi-Vukas
- Pozsony (Szlovákia): Tuba Lajos
- Ungvár (Ukrajna): Dunda György
- Washington (USA): Purger Tibor (1991–2016)[11]
- Zágráb (Horvátország): [Betöltetlen]

### A szerkesztőség
- Kiadó, nyomda és terjesztő: Magyar Szó Lapkiadó Kft.
- 21000 Újvidék/Novi Sad, Mišić vajda u. 1., Vajdaság/Vojvodina, Szerbia/Srbija
- Megjelenési gyakoriság: naponta, hétfőtől szombatig
- Megjelenések száma évente: 300–310 (ünnepnapok számától függően)
- Oldalak száma: 20–32 (a hétvégi kiadásé: 44–52)

## Idézetek
„Még mondja valaki, hogy Szerbiában nincs szabad sajtó: Minden független szerbiai szerkesztőség képviselve van itt, ebben a teremben!”
– Warren Zimmermannak, az USA utolsó jugoszláviai nagykövetének megjegyzése 1992. májusában, a State Departmentben megtartott sajtóértekezletén, miután az amerikai kormány visszahívta Belgrádból. A jelenlévők értették, hogy a nagykövet a Naša borbára és a Magyar Szóra gondolt.
„...a ’60-as és ‘70-es években a Magyar Szó volt a világ legjobb magyar nyelvű napilapja”
– Dr. Kiszely István őstörténet-kutató, A magyar ember I-II. c. könyvében.